# Chetogena acuminata
Chetogena acuminata är en tvåvingeart som beskrevs av Camillo Rondani 1859. Chetogena acuminata ingår i släktet Chetogena och familjen parasitflugor. Inga underarter finns listade i Catalogue of Life.